# Espiral de Arquimedes
A Espiral de Arquimedes (também espiral aritmética), obteve seu nome do matemático grego Arquimedes de Siracusa (287 – 212 a.C.) na obra Sobre as Espirais. Define-se como o lugar geométrico de um ponto movendo-se a velocidade constante sobre uma reta que gira sobre um ponto de origem fixo a velocidade angular constante. Em coordenadas polares (r, θ), a espiral de Arquimedes pode ser descrita pela equação seguinte:
{\displaystyle \,r=a+b\theta }

sendo a e b números reais. Quando o parâmetro a muda, a espiral gira, ainda que b controla a distância em giros sucessivos.

Três voltas de 360° de um braço do espiral de Arquimedes.

Arquimedes mostrou, por meio dessa espiral, que era possível fazer a trissecção de um ângulo sem muito esforço, resolvendo um problema matemático que intrigava estudiosos da Grécia Antiga. A divisão de um ângulo arbitrário, em três partes iguais, sem utilizar instrumentos de medição, foi um problema que movimentou a matemática antiga. 
A Espiral de Arquimedes pode ser encontrada em diversos elementos da natureza, como galáxias, caracois e alguns redemoinhos de vento ou de água.

## Características
Esta curva se distingue da espiral logarítmica pelo fato de que voltas sucessivas da mesma têm distâncias de separação constantes (iguais a 2πb se θ é medido em radianos), enquanto em uma espiral logarítmica a separação esteja dada por uma progressão geométrica.

Espiral de Arquimedes representado em coordenadas polares.

Há de se notar que a espiral de Arquimedes tem dois braços, um para θ > 0 (anti-horário) e outro para θ ≤ 0 (horário). O dois braços estão discretamente conectados na origem e só se mostra um deles no gráfico que ilustra este artigo. Tomando a imagem refletida no eixo Y produziremos o outro braço.

### Distância de separação entre as voltas
Algumas fontes descrevem a espiral de Arquimedes como uma espiral com uma "distância de separação constante" entre voltas sucessivas, o que na verdade não ocorre. As distâncias constantes na espiral de Arquimedes são medidas ao longo dos raios da origem, que não atravessam a curva em ângulos retos, enquanto que a distância entre as curvas paralelas é medida ortogonalmente a ambas as curvas. E por mais que a espiral de Arquimedes assemelhe-se muito à evolvente de um círculo, ainda assim são ligeiramente diferentes entre si.

## Equação Geral da Espiral de Arquimedes
Às vezes, o termo é usado para um grupo mais geral de espirais.
{\displaystyle r=a+b\theta ^{1\!/\!x}.}
A espiral normal ocorre quando x = 1. Outras espirais que caem dentro do grupo incluem a espiral hiperbólica ou logarítmica, a espiral de Fermat, e a espiral de lítuo. Virtualmente todas as espirais estáticas que aparecem na natureza são espirais logarítmicas, não de Arquimedes. Muitas espirais dinâmicas (como a espiral de Parker do vento solar, ou o padrão produzido por uma roda de Catherine) são do grupo de Arquimedes.

## Construção da Espiral de Arquimedes

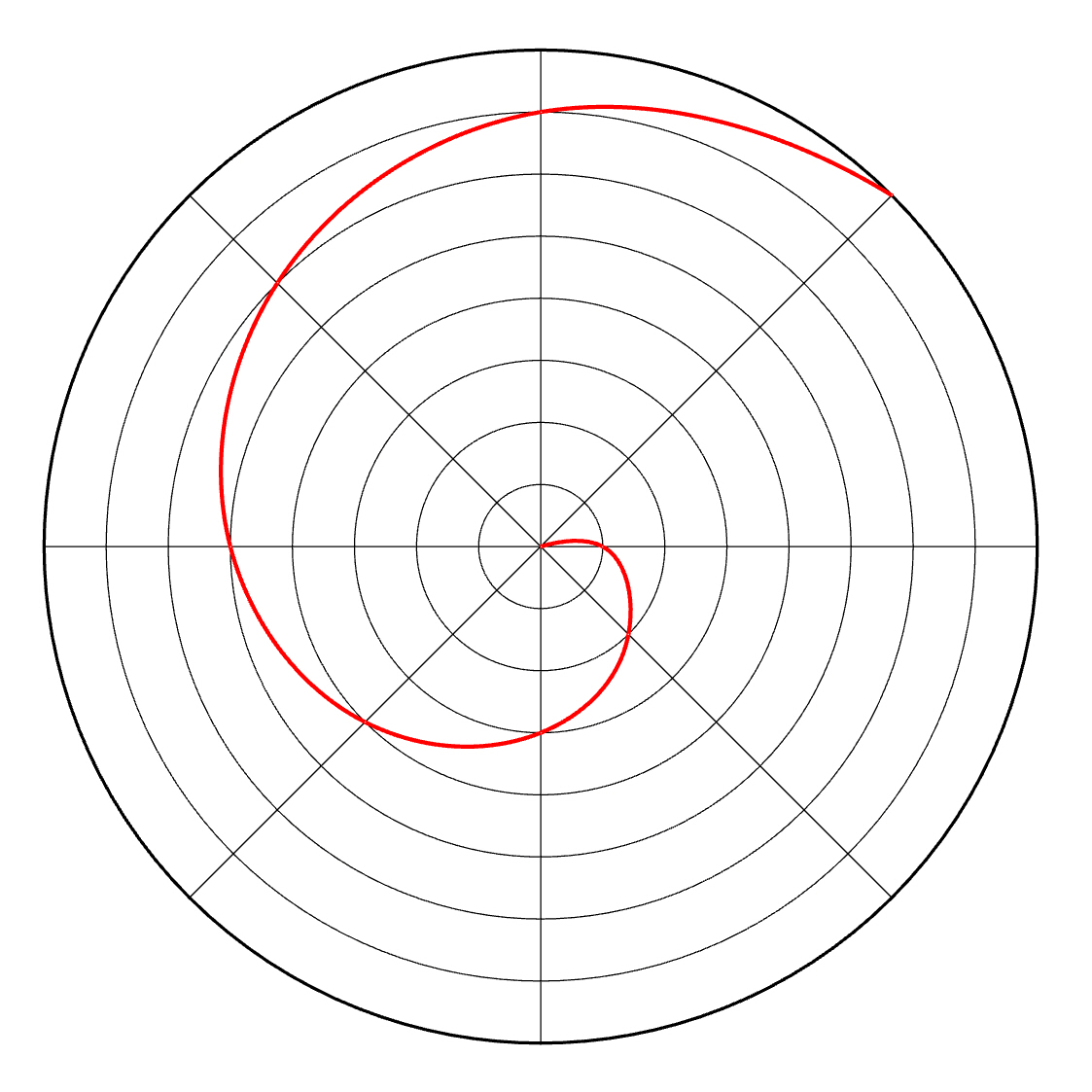
Desenho da Espiral de Arquimedes.

O processo de construção consiste em dividir uma circunferência em n partes iguais, dividir o raio em n partes iguais e descrever circunferências concêntricas com raios iguais à distância da origem O às divisões do raio. Em seguida, marcar os pontos Pn nas intersecções dos raios rn com as circunferências cn. A curva que passa por esses pontos é a Espiral de Arquimedes.
1. Desenhe uma circunferência e divida-a em n partes iguais. Divida-a, por exemplo, em oito partes iguais;
2. Divida o raio no mesmo número de partes iguais, no caso, oito, de acordo com a ilustração;
3. Trace circunferências concêntricas que passem pelas divisões feitas nos raios;
4. Marque, sequencialmente, os pontos nas intersecções de cada circunferência com os raios;
5. A curva que passa por esses pontos é a Espiral de Arquimedes.

No desenho geométrico, a curva é traçada à mão livre ou com auxílio da curva francesa.

## Aplicações
A espiral de Arquimedes tem uma miríade de aplicações no mundo real. Compressores de espiral, feitos de duas espirais de Arquimedes do mesmo tamanho intercaladas, são usados para comprimir líquidos e gases.
Discos de vinil

Mecanismo de um compressor espiral (scroll).

Os sulcos das primeiras gravações para gramofones (Disco de vinil) formam uma espiral de Arquimedes, fazendo os sulcos igualmente espaçados e maximizando o tempo de gravação que poderia acomodar-se na área do disco (ainda que isto fosse mudado posteriormente para incrementar a qualidade das gravações).
Neurologia
Dentre os desenhos mais utilizados para a análise de movimentos de escrita, a espiral de Arquimedes ganha destaque na avaliação neurológica de pacientes e, sua utilização, constitui uma técnica conhecida como espirografia. Esta técnica consiste na reprodução, pelo paciente, da espiral de Arquimedes de acordo com um modelo ideal. Sendo assim, um modelo dessa espiral é afixado na superfície da mesa e o paciente deve tentar cobrir o traçado do modelo da forma mais precisa que conseguir.
Diversos atributos da espiral de Arquimedes fazem com que seu uso seja atrativo em testes de detecção do tremor humano. Primeiramente, a mesma tem um formato simples e pode ser facilmente entendida pelos sujeitos que podem seguir sua trajetória sem dificuldades. Além disso, o formato da espiral é suave e contém um raio crescente, reduzindo a possibilidade de ocorrência de tremor falso-positivo causado por mudanças na direção do movimento. 
Além de não ser invasiva, a espirografia não requer posicionamento de sensores no indivíduo. Ainda, a mesma possui baixos custos quando comparada com outras estratégias para medição digital do tremor humano.
A estimativa da atividade de tremor, presente na série temporal , é obtida através da diferença entre a espiral ideal e a espiral traçada pelos sujeitos.
Estas espirais são também usadas em sistemas DLP de projeção para minimizar o efeito "Arco-íris", que faz com que pareça que se projetam várias cores ao mesmo tempo, quando na realidade se projetam ciclos de vermelho, verde e azul rapidamente.
Geometria
Um método para a quadratura do círculo, relaxando as limitações estritas no uso de uma régua e um compasso nas demonstrações geométricas da Grécia antiga, faz uso da Espiral de Arquimedes. Também existe um método para trissectar ângulos baseados no uso desta espiral.
Microbiologia
Espirais de Arquimedes também são usadas em microbiologia de alimentos para determinar a concentração bacteriana através de uma placa espiral.